# 白云禅院
白云禅院，俗称“观音阁”，位于中国安徽省黄山市歙县徽城镇渔梁社区，是一座徽派风格的古寺院，马头挑檐。白云禅院始建于明万历四十六年（1618年）。明末清初画家渐江曾在此作画。白云禅院在民国期间倒塌，1986年歙县政府按原貌修复。白云禅院已列为歙县文物保护单位。